# تيد همفريز
تيد همفريز (بالإنجليزية: Ted Humphries)‏ هو سياسي أسترالي، ولد في 25 سبتمبر 1914 في أستراليا، وتوفي في 27 يناير 1994. انتخب عضو الجمعية التشريعية نيو ساوث ويلز وانتخب عضو المجلس التشريعي نيو ساوث ويلز.